# Laurens De Mets

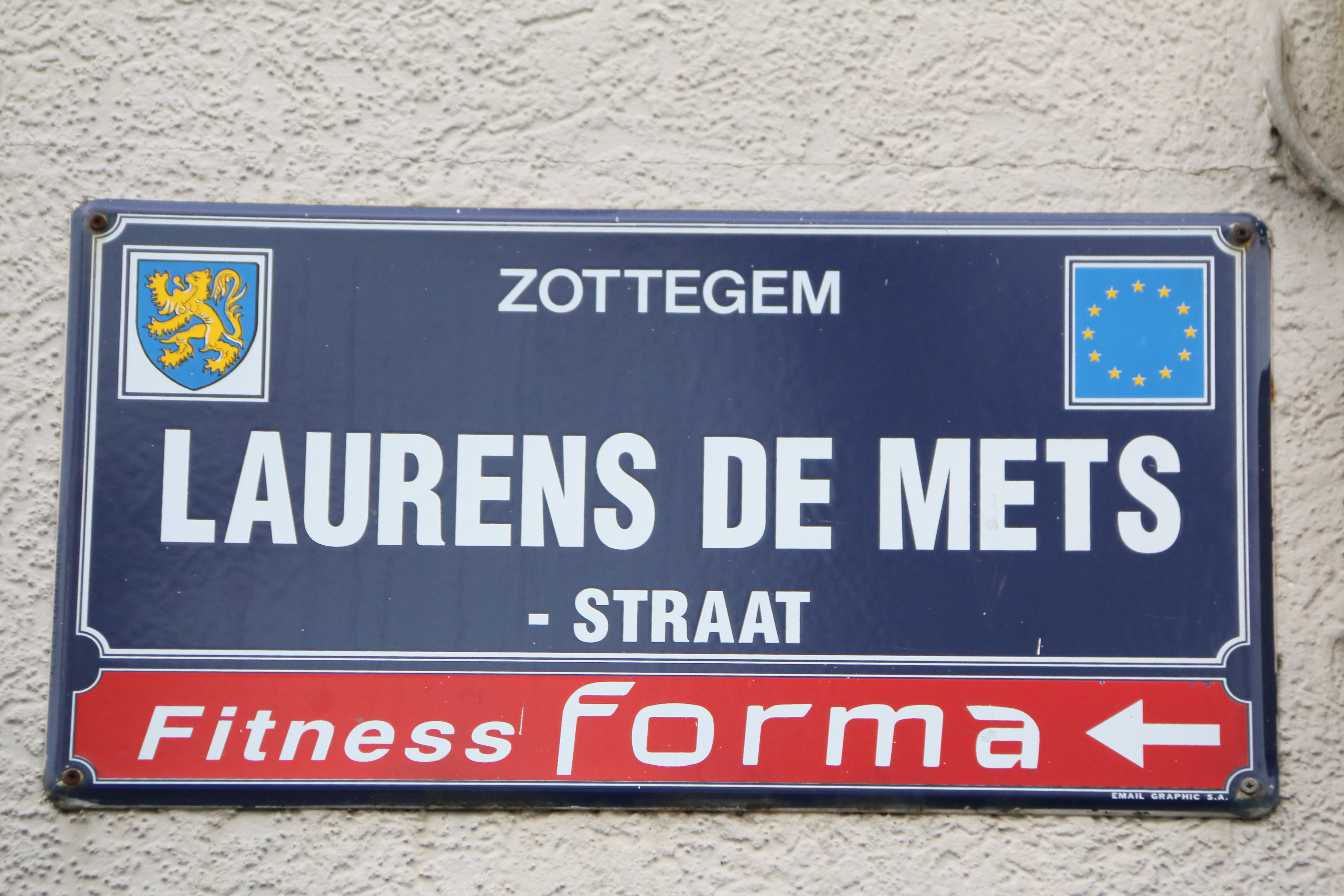
Laurens De Metsstraat in Zottegem

Laurens (Laurentius) de Mets (Zottegem, 1598 – Gent, 1670) was een Vlaams geestelijke en auteur. Hij was een augustijnermonnik en schreef die verschillende werken: Heilzame remediën om de pest te bestrijden (1639), Daghelicxschen schvlt-plicht tot den wijt-vermaerden noot-vrient S. Nicolavs van Tollentyn  (1651) en Helpmiddel om de zieltjes uit het vagevier te verlossen (1662).
De Mets was procurator in Diest, Edingen, Kalken en Schellebelle. Hij was predikant en verzorgde pestlijders.
In 1933 werd in Zottegem een straat naar hem vernoemd, toen de Kerkhofstraat werd omgedoopt in Laurens De Metsstraat.